# Steve Upton
Steve Upton (Wrexham, 24 febbraio 1946) è un batterista britannico,noto per la sua lunga militanza nella rock band Wishbone Ash.

## Biografia
Iniziata l'attività musicale nel 1967, nel 1969 è tra i fondatori del gruppo rock progressivo Wishbone Ash,  . In alcuni momenti della storia della band, è stato anche responsabile dei contatti con dirigenti di case discografiche, agenti, produttori, promotori di concerti e altre persone nell'industria musicale, guadagnandosi il soprannome di Colonnello.
Nel 1990  decise di lasciare la band per motivi personali.

## Discografia

### Con gli Wishbone Ash
- 1970 - Wishbone Ash
- 1971 - Pilgrimage
- 1972 - Argus
- 1973 - Wishbone Four
- 1974 - There's the Rub
- 1976 - Locked In
- 1976 - New England
- 1977 - Front Page News
- 1978 - No Smoke Without Fire
- 1980 - Just Testing
- 1981 - Number the Brave
- 1982 - Twin Barrels Burning
- 1985 - Raw to the Bone
- 1987 - Nouveau Calls
- 1989 - Here to Hear

### Solista
- 1983 - Thrills and Spills

### Collaborazioni
- 1999 - A Fond Farewell to Chris Blount- Chris Blounte
- 2020 - School of Hard Knox - Biff Byford